# Ex chiesa di Santa Maria di Porta Ripalta
La ex chiesa di Santa Maria di Porta Ripalta (anche ex chiesa di Santa Maria a Porta Ripalta, chiesa della disciplina di Porta Ripalta, chiesa dei disciplini, in antico anche chiesa di Santa Maria et Elisabet) è stata una chiesa di culto cattolico di Crema, dal 1780 sconsacrata ed adibita a sala civica denominata Sala Santa Maria di Porta Ripalta.

## Storia

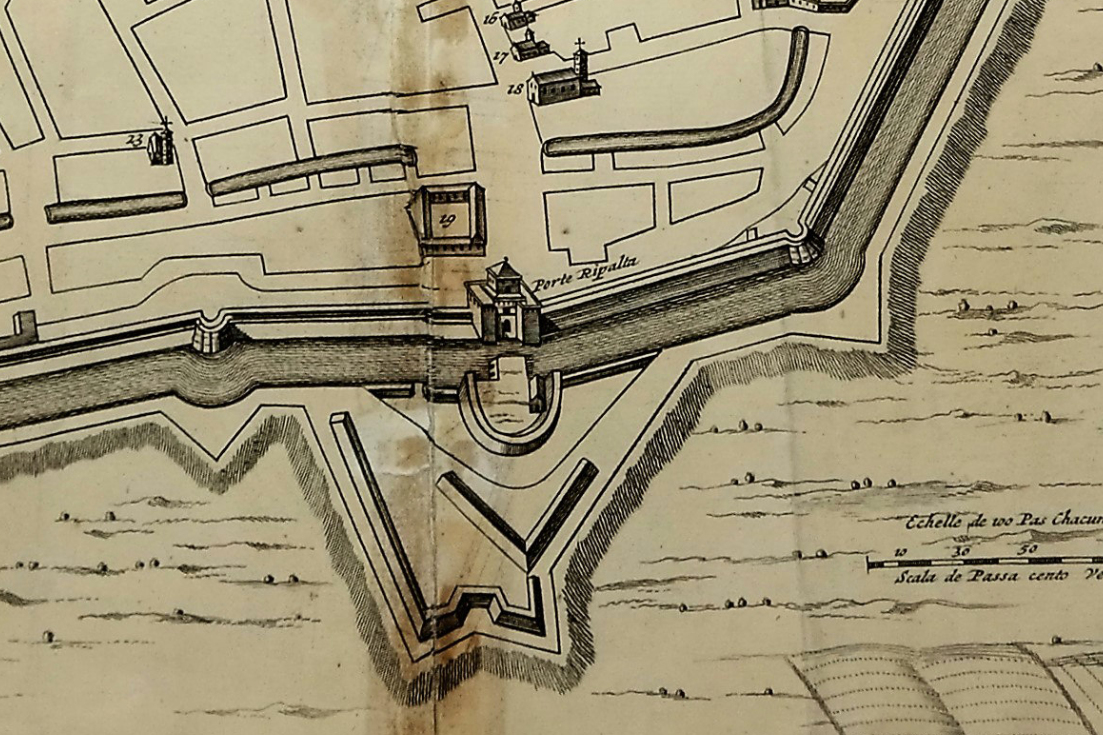
Particolare della carta «Crema ou Crème», di Pierre Mortier, acquaforte, 1708. Vi si ravvisano: col n. 15 la chiesa dei disciplini di Porta Ripalta, col n. 16 lo scomparso oratorio di San Bartolomeo, col n. 17 la chiesa di San Giacomo Maggiore

L'edificio è l'unico sopravvissuto delle cinque chiese erette da altrettante associazioni di disciplini sorte in Crema, precisamente: la disciplina di San Biagio, di Santa Maria ed Elisabeth a Porta Serio, la scuola di Santo Spirito, quella di Santa Marta (più volte ripresa perché gli associati si spartivano i proventi) e, quindi, la disciplina dei Battuti presso Porta Ripalta con la propria chiesa anch'essa intitolata a Santa Maria ed Elisabeth.
Le origini di tale confraternita laicale potrebbero risalire al XIV secolo quando alcuni fedeli diedero vita ad un'associazione il cui scopo era quello di dedicarsi ad un'intensa vita religiosa e svolgendo opere di carità; secondo gli atti cinquecenteschi delle visite apostoliche dei vescovi Lombardi e Castelli la data esatta di fondazione dovrebbe essere il 1307 e la sede era proprio nello stesso luogo dell'edificio attuale con annessa sala riunioni.
A partire dal 1394 sono noti documenti che attestano proprietà terriere a Castelnuovo e San Michele, indizio che la confraternita aveva un riconoscimento giuridico - recepito successivamente anche dalla Repubblica di Venezia - in grado di ricevere donazioni.
Negli ultimi decenni del XVI secolo nacque una contrapposizione tra la confraternita e le autorità religiose: nel 1579 i membri della congregazione, appoggiati anche dalle autorità venete locali che sostenevano la loro natura laica, si rifiutarono di accogliere il visitatore apostolico Gian Battista Castelli; probabilmente i disciplini temevano un tentativo di incameramento dei propri beni in vista dell'erezione delle Diocesi di Crema il cui iter si sarebbe concluso l'anno successivo. Gli appelli delle autorità religiose facevano leva sulla natura giuridico-ecclesiastica, come peraltro era indicato negli statuti, e pertanto sostenevano di essere nel diritto di poter effettuare controlli; la confraternita li ignorò continuando a ritenere di non essere soggetti al vescovo e così monsignor Castelli impartì un interdetto con scomunica. Intervenne, quindi, il podestà-capitano Giovanni Domenico Cicogna che scrisse al Doge di Venezia affinché sollecitasse un pronunciamento da parte della Santa Sede, nell'attesa del quale la scomunica fu ritirata. Infine, la Santa sede sentenziò a favore delle autorità religiose e il successivo visitatore Regazzoni poté visitare nel 1583 sia la chiesa sia la sede.
Nel corso del XVII secolo i disciplini conobbero durante un pellegrinaggio a Loreto il cardinale Luis Manuel Fernández de Portocarrero-Bocanegra y Moscoso-Osorio che si assunse la protezione della congregazione e le fece dono della reliquia del braccio di san Valentino da cui ne conseguì l'allestimento di un apposito altare. 
È datata all'anno 1656 la soppressione dell'ordine dei crocigeri ad opera di papa Alessandro VII; questi possedevano un oratorio dedicato a san Bartolomeo proprio accanto alla chiesa dei disciplini di Porta Ripalta. I beni dei crocigeri furono acquisiti dalle monache di Santa Maria Mater Domini salvo poi essere rivenduti; la chiesa fu acquisita dai disciplini per avere più spazi a disposizione ma i maggiori oneri di gestione consigliarono di sconsacrarla e venderla, non prima di ottenere l'avallo del vescovo di trasferire all'interno della loro chiesa una pala di Gian Giacomo Barbelli.
A partire dal 1743 la confraternita decise di riedificare la vecchia chiesa trecentesca affidando la supervisione al capomastro Urbano Gerola e la decorazione interna a Benedetto Castellazzi; furono allestiti nuovi altari e furono commissionate delle tele a Giambettino Cignaroli e Giacomo Ceruti.
Dopo la riedificazione la chiesa rimase in uso solo pochi anni: attorno al 1780, secondo nuove leggi della Repubblica di Venezia, i beni furono incamerati, le pertinenze vendute per destinarle ad un uso civile e la chiesa fu chiusa al culto e destinata a scuola femminile.
Nel corso degli anni la chiesa ha avuto svariati usi (anche palestra scolastica) fino a subire un lungo stato di abbandono. A partire dall'anno 1997 iniziava un processo di recupero e di restauro terminato nel 2006 finalizzato a restituire alla città una sala pubblica per mostre e conferenze.

## Descrizione

### Esterno

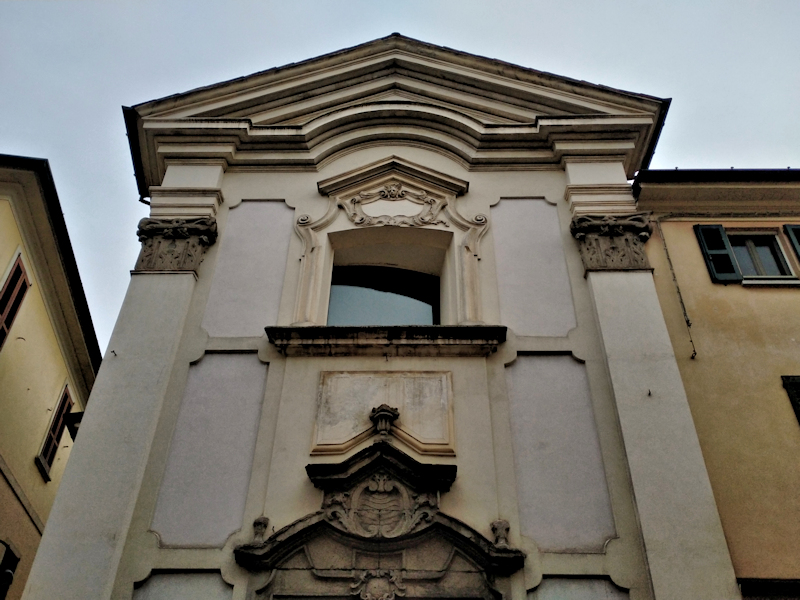
La parte superiore della facciata

La chiesa si affaccia su via Giacomo Matteotti (l'antica Contrada di Porta Ripalta) all'angolo con via Benvenuti: questa strada era indicata Canton della Disciplina (1632) o Canton dei Disciplini fino al 1797, proprio in relazione alla presenza di questa confraternita; una volta soppressa la via nel corso del XIX secolo fu denominata Canton dei Toli, con riferimento ad un antico casato, mentre la designazione attuale intende celebrare la casata Benvenuti e deriva da una delibera del Consiglio comunale del 31 marzo 1889.
Alcuni studiosi sono propensi a mettere in relazione la riedificazione della chiesa con il riassetto in atto nella prima metà del Settecento presso la vicina chiesa di San Giacomo; ne sarebbero indizi alcuni tratti stilistici e la presenza contemporanea di Giambettino Cignaroli e Mauro Picenardi nelle due chiese.

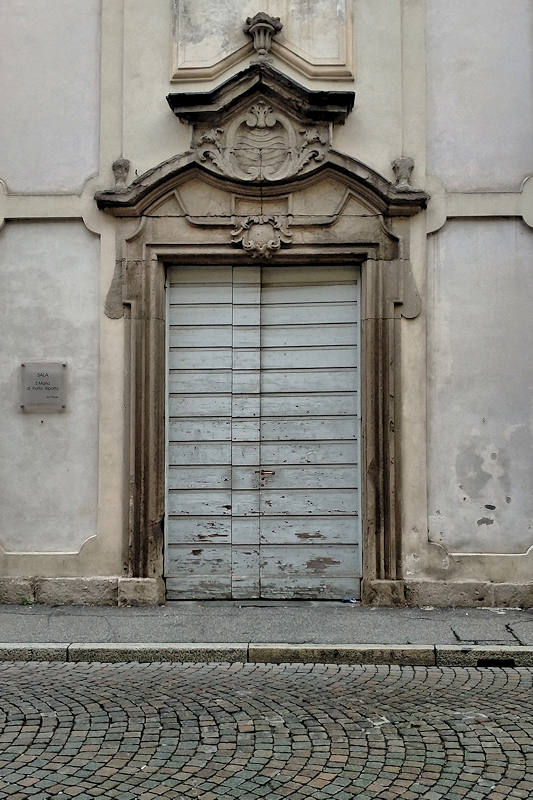
Il portale

La facciata presenta un portale dalle linee mosse, incorniciato in pietra arenaria con due paraste laterali rivestite in tonachino veneziano con capitello in pietra che sostengono un timpano triangolare, la cui trabeazione è curvilinea in linea con il finestrone incorniciato e provvisto di cartiglio.

### Interno
L'interno è ad aula unica; disperse le opere rimane la decorazione a tempera delle pareti laterali (a partire da 2-2,5 metri di altezza) e delle volte, mentre non ne rimangono tracce nell'area del presbiterio. 
Nella volta sono rappresentate le Virtù cardinali: la Fortezza, la Prudenza, la Temperanza, la Carità, la Giustizia. Inoltre sono presenti due delle tre Virtù teologali: la Carità e la Speranza: manca la Fede, forse dipinta un tempo nell'area presbiterale.
Tutte le decorazioni a tempera rappresentano un trompe-oeil di gusto neoclassico troppo precoce per essere stato realizzato prima della soppressione del 1780, per cui Cesare Alpini ipotizza che il ciclo sia stato attuato in relazione al nuovo uso di scuola femminile, una sorta di insegnamento allegorico e morale realizzato negli ultimi anni del secolo oppure ai primi anni dell'Ottocento.
Il pavimento settecentesco completamente perduto era stato sostituito da cemento; durante il lavoro di recupero, in assenza di testimonianze di quello antico si è optato per un pavimento in seminato alla veneziana.

### Opere disperse
Il quadro di Gian Giacomo Barbelli Martirio di San Bartolomeo era collocato originariamente nella vicina ed omonima chiesa del santo raffigurato e ascrivibile alla metà del XVII secolo; in epoca imprecisata, probabilmente durante la Repubblica Cisalpina fu trasferito presso l'oratorio cittadino di San Michele, quindi dal 1914 è collocato nella chiesa parrocchiale di San Bartolomeo ai Morti.
La pala dell'altar maggiore dedicato alla purificazione, intitolata Presentazione di Gesù al tempio, fu commissionata a Giambettino Cignaroli e datata 1745; si tratta di un olio su tela di 290 x 188 cm che dopo la soppressione della chiesa finì all'incanto a Milano ed acquistata per 904 Lire da Domenico Capredoni, quindi rivenduta a don Angelo Cerioli e collocata quale pala dell'altare della Madonna presso la chiesa parrocchiale di Ombriano.
La pala San Valentino che guarisce un'inferma collocata all'altare del santo fu commissionata negli anni quaranta del XVIII secolo a Giacomo Ceruti detto il Pitocchetto. Si trova nella chiesa parrocchiale di San Giacomo sopra l'ingresso laterale che conduce verso via Federico Pesadori, probabilmente trasferita poco dopo la soppressione assieme alla reliquia.
La confraternita possedeva anche delle tele raffiguranti le Storie di san Rocco, due di Angelo Ferrario (perdute) e due di Mauro Picenardi conservate nella Pieve di Palazzo Pignano.

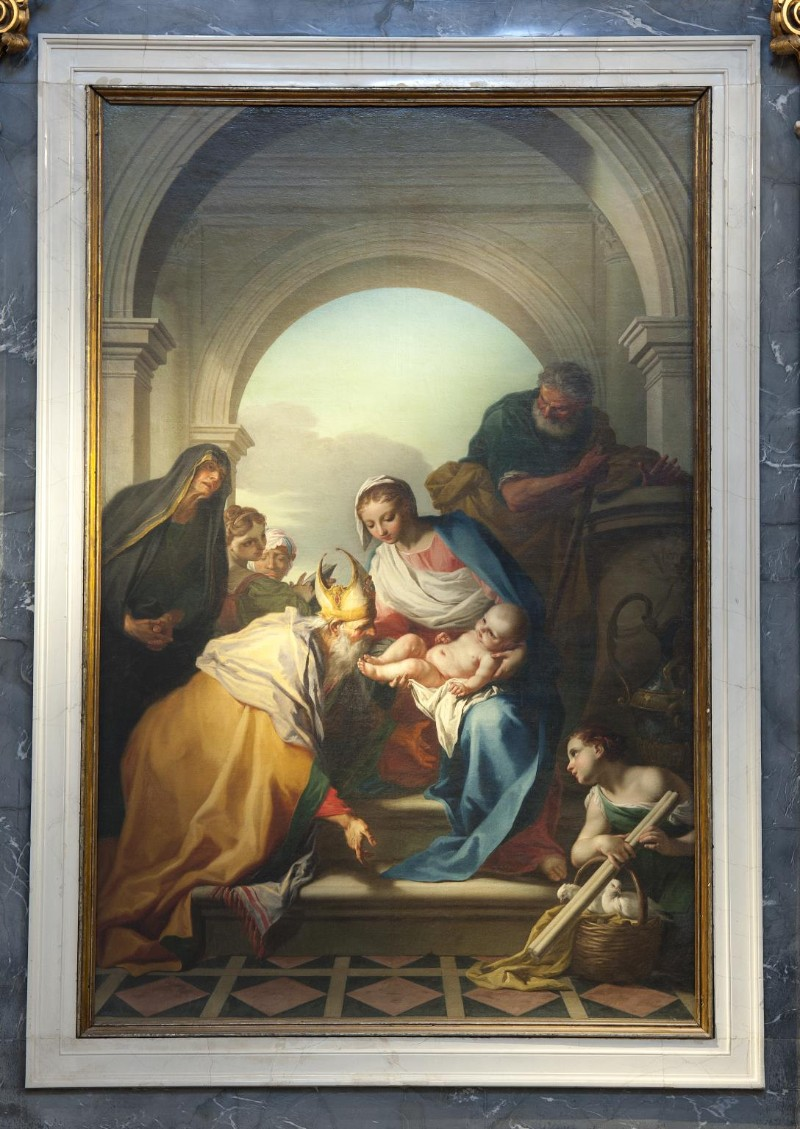
Giambettino Cignaroli, Presentazione di Gesù al tempio, olio su tela, 1745, opera collocata nella chiesa parrocchiale di Ombriano
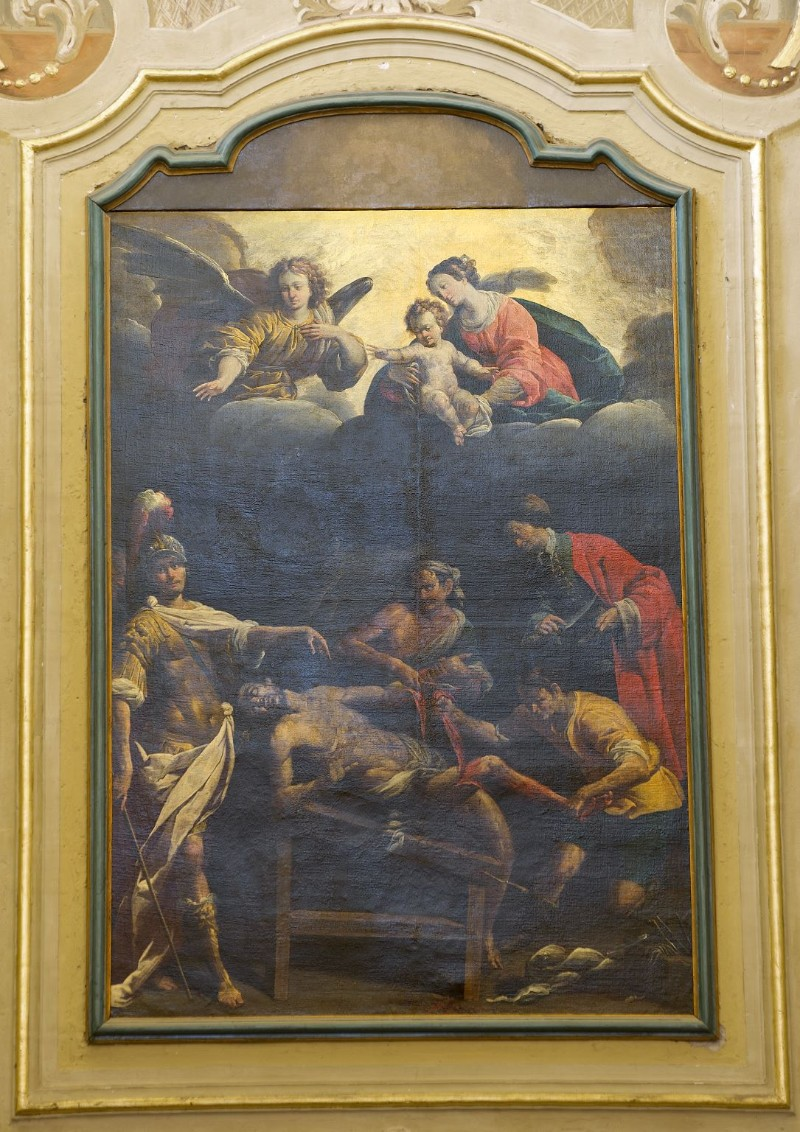
Gian Giacomo Barbelli, Il martirio di San Bartolomeo, olio su tela, 1648, opera collocata nella chiesa parrocchiale di San Bartolomeo dei Morti
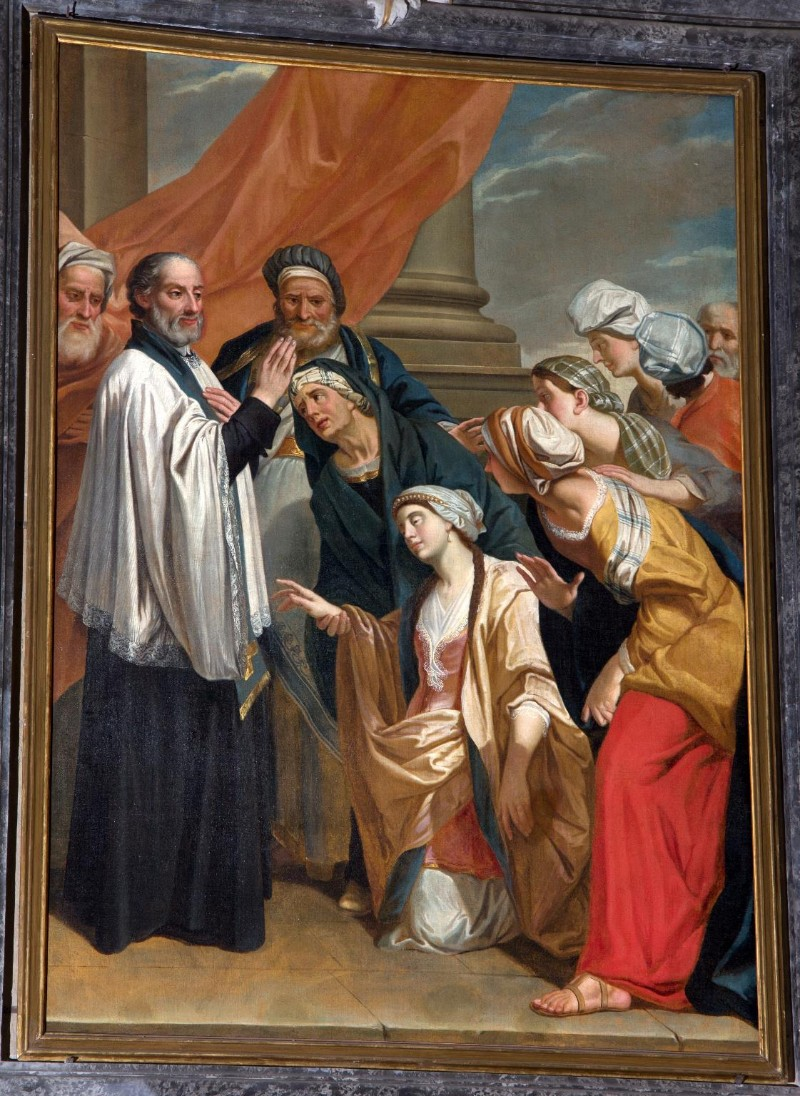
Giacomo Ceruti, San Valentino guarisce un'inferma, olio su tela, 1745, opera collocata nella chiesa parrocchiale di San Giacomo Maggiore